# Aeromot AMT-100 Ximango
El Aeromot AMT-100 Ximango es un planeador a motor brasileño desarrollado a partir del Fournier RF-10.

## Diseño y desarrollo
Construido de fibra de vidrio, el Ximango es un monoplano de ala baja cantilever con tren de aterrizaje convencional y cola en T. Propulsado por un Limbach L2000 E01 de 80 hp montado en el morro, dispone de una cabina cerrada con dos asientos lado a lado. Las alas se pliegan para su almacenamiento o transporte. El modelo se puede equipar también con un motor Imaer T2000 M1 alternativo. Fue desarrollado en el AMT-200 Super Ximango propulsado por motor Rotax.

## Especificaciones
Referencia datos: Taylor ,  1996, p. 511

### Características generales
- Tripulación: Uno (piloto)
- Capacidad: Un pasajero
- Longitud: 7,9 m (25,9 ft)
- Envergadura: 17,5 m (57,3 ft)
- Superficie alar: 18,7 m² (201,3 ft²)
- Peso vacío: 600 kg (1322,4 lb)
- Peso máximo al despegue: 800 kg (1763,2 lb)
- Planta motriz: 1× motor bóxer de cuatro cilindros refrigerado por aire Limbach L2000 E01.
  - Potencia: 60 kW (83 HP; 82 CV)
- Hélices: Bipala Hoffmann HO-V62R/L
- Diámetro de la hélice: 1,6 m
- Alargamiento: 16.32

### Rendimiento
- Velocidad nunca excedida (Vne): 245 km/h (152 MPH; 132 kt)
- Velocidad crucero (Vc): 190 km/h (118 MPH; 103 kt)
- Velocidad de entrada en pérdida (Vs): 76 km/h (47 MPH; 41 kt)
- Tasa máxima de planeo: 30

## Aeronaves relacionadas

### Desarrollos relacionados
- Aeromot AMT-200 Super Ximango
- Fournier RF-10